# Apogonia fulvosetosa
Apogonia fulvosetosa är en skalbaggsart som beskrevs av Gilbert John Arrow 1916. Apogonia fulvosetosa ingår i släktet Apogonia och familjen Melolonthidae. Inga underarter finns listade i Catalogue of Life.